# PGC 94194
LEDA/PGC 94194 ist eine Galaxie im Sternbild Großer Bär am Nordsternhimmel, die schätzungsweise 751 Millionen Lichtjahre von der Milchstraße entfernt ist.